# Şükriye Dikmen
Ayşe Şükriye Dikmen (Istanbul, 1918 – 16 settembre 2000) è stata una pittrice turca di origini georgiane, nota soprattutto per la sua attività di ritrattista di giovani donne e ragazze.

## Biografia
Ayşe Şükriye Dikmen nacque nel 1918 a Istanbul. Era figlia di Cafer Fahri Bey Dikmen, un georgiano originario di Batumi, che si distinse come uno dei primi microbiologi in Turchia, e di sua moglie Emine Halide Dikmen. Era anche la sorella maggiore della pittrice Tiraje Dikmen e la nipote di Ali Dikmen, politico membro della Meclis-i Mebusan (Camera dei deputati dell'Impero ottomano) che prese parte alla Grande Assemblea Nazionale.
Şükriye frequentò l'Istituto inglese Robert College di Arnavutköy, diplomandosi nel 1932. Da sempre vicina al mondo dell'arte grazie alla frequentazione della sua famiglia di artisti come Namık İsmail e Feyhaman Duran, in seguito, nel 1953, si laureò in Storia dell'Arte all'École du Louvre di Parigi. Nello stesso anno tenne la sua prima mostra personale. L'anno successivo riuscì a organizzare una sua mostra in Turchia e nel 1957 espose alla mostra di arte turca di Edimburgo, per poi esporre in mostre simili a Parigi nel 1962, a Bruxelles e a Vienna.
Lavorò per tre anni con Fernand Léger e per altri due coi fratelli Sengier e Roger Chastel, per poi rientrare in Turchia.
L'ultima sua grande mostra si tenne nel 1968, una retrospettiva che includeva lavori inediti insieme ai pezzi forti della sua carriera.
Şükriye Dikmen morì il 16 settembre 2000, a ottantadue anni.